# النوبة (بعدان)

تعديل مصدري - تعديل

النوبة محلة تابعة لقرية ذي الدم، التابعة لعزلة حيسان بمديرية بعدان إحدى مديريات محافظة إب في الجمهورية اليمنية، بلغ تعداد سكانها 36 حسب تعداد اليمن لعام 2004.